# EchoStar X
O EchoStar X é um satélite de comunicação geoestacionário estadunidense que foi construído pela Lockheed Martin. Ele está localizado na posição orbital de 110 graus de longitude oeste e é operado pela EchoStar. O satélite foi baseado na plataforma A2100AXS e sua expectativa de vida útil é de 15 anos.

## Lançamento
O satélite foi lançado com sucesso ao espaço no dia 15 de fevereiro de 2006 às 23:35 UTC, por meio de um veículo Zenit-3SL lançado a partir da plataforma de lançamento marítima da Sea Launch, a Odyssey. Ele tinha uma massa de lançamento de 4333 kg.

## Capacidade e cobertura
O EchoStar X é equipado com 42 transponders em banda Ku para fornecer transmissão de Direct-to-home de áudio e vídeo e internet para o território continental dos Estados Unidos.